# Sidney, Maine
Sidney är en kommun i Kennebec County i delstaten Maine, USA.